# Градско омайниче
Градското омайниче (Geum urbanum) е многогодишно растение от семейство Розови (Rosaceae), което расте на сенчести места (като горски склонове и близо до живи плетове) в Европа и Близкия изток. То е въведено в Северна Америка, където образува естествени хибриди с Geum canadense (= Geum ×catlingii J.-P. Bernard & R. Gauthier).

## Химичен състав
Съдържа гликозида генин (който под влияние на фермента геаза отделя етерично масло с карамфилоподобна миризма, съдържащо евгенол), танини, горчиви вещества, смола, скорбяла и др.

## Във фолклора
Във фолклора на градското омайниче се приписва силата да прогонва злите духове и да предпазва от бесни кучета и отровни змии. То се свързва с християнството, защото листата му растат на три, а венчелистчетата му на пет (напомня съответно на Светата Троица и Петте свещени рани).
Според астрологията се управлява от Юпитер.

## Приложения
Градското омайниче е подправка.
Билкарите използват растението за лечение на различни заболявания, но няма научни доказателства, че има някаква полза.

## Галерия
- Пъпка и цвят
- Цвят
- Незрели плодове